# Aba (Nigeria)
Aba is een stad in de zuidoostelijke Nigeriaanse staat Abia, gelegen aan de gelijknamige rivier de Aba in de oostelijke Nigerdelta (nabij de Golf van Guinee) op 60 kilometer ten zuiden van de staatshoofdstad Umuhaia en ongeveer 50 kilometer ten noordoosten van de havenstad Port Harcourt. De stad telde 494.152 inwoners bij de volkstelling van 1991 en wordt momenteel op ergens tussen de 800.000 en 3 miljoen geschat. De grote groei van de stad wordt vooral veroorzaakt door immigratie in verband met de ontwikkeling van olievelden in de buurt van de stad. In 1963 telde de stad nog slechts ongeveer 58.000 inwoners. De stad draagt onder inwoners de bijnaam 'Japan (of Taiwan) van Afrika'.

## Geschiedenis
Het gebied waar de huidige stad ligt, vormde lange tijd onderdeel van de Ngwaclan van de Igbo. De stad ontstond in de 19e eeuw als Igbo-dorp nabij een Brits koloniaal militair steunpunt op grond die werd afgestaan aan de Britten door de gemeenschap van de Eziukwu-Aba. Dit dorp groeide later uit tot handels en verkeerscentrum voor de omliggende regio en een bestuurlijk centrum van de Britse koloniale regering. De handel groeide met name nadat Aba onderdeel was geworden van de vroegere Oostelijke Regio. In 1901 stichtten de Britten er een militaire post en in 1915 werd een spoorlijn aangelegd tussen Aba en Port Harcourt, waarover landbouwproducten als palmolie en palmzaden werden vervoerd voor de export.
In 1929 vond er een opstand plaats onder de vrouwen, die bekendstaat als "De Aba-vrouwenopstand" en gericht was tegen de koloniale belastingpolitiek. In oktober 1967, toen de Biafraoorlog op zijn hoogtepunt was, werd de hoofdstad van de kortstondige Republiek Biafra van Enugu naar Aba verplaatst als tijdelijke hoofdstad op het moment dat Nigeriaanse troepen Enugu binnentrokken.
Na eerdere bloedige rellen in Kaduna kwam het eind februari 2000 tot religieus geweld in Aba, hetgeen leidde tot meer dan 400 doden.

## Economie en transport
Aba is een handelsstad met veel kleinschalige economische sectoren en een aantal grote markten, waaronder de Ariaria-markt. De producten komen vooral uit de landbouw en bestaan vooral uit palmolie, palmzaden en kolanoten. Producten die er worden geproduceerd zijn onder andere farmaceutische producten, textiel (kleren), schoenen, zeep, handtassen, papier, staal, meubels, bouwmaterialen en soda. De handel wordt bepaald door mensen uit de stad Abiriba die de import introduceerden en hielpen de stad haar producten meer te laten richten op internationale markten.
De stad is door autowegen verbonden met Port Harcourt, Owerri, Umuahia, Ikot Ekpene en Opobo, waarlangs vervoersbedrijven verbindingen hebben opgezet naar diverse delen van het land. De stad zelf heeft een station en een stopplaats (ministation) aan de Nigeriaanse Spoorwegen. Na Onitsha is het de tweede stad van Oost-Nigeria naar dagelijks transportvolume. Transport vindt ook plaats middels Okadas (brommers voor passagiersvervoer).
Aba wordt omringd door oliebronnen. Een 30 kilometer lage pijpleiding levert gas aan de stad vanaf het aardgasveld bij de rivier de Imo..

## Politiek, voorzieningen en problemen
Politiek gezien is de stad onderverdeeld in twee lokale overheidsgebieden; Aba-Noord en Aba-Zuid. Het hoofdkantoor van de eerste bevindt zich in Eziukwu-Aba en de tweede is gezeteld in het stadhuis van Aba.
De stad telt een aantal ziekenhuizen en privéklinieken. Er bevinden zich ongeveer 90 basisscholen, een tiental middelbare scholen (deels aparte meisjes- en jongensscholen), ongeveer 10 instituten voor privéonderwijs (veelal religieuze scholen) en een tiental instituten voor hoger onderwijs, waaronder de Staatsuniversiteit van Abia (ABSU).
In de jaren 80 behoorde Aba tot de staat Imo, waarvan gouverneur Mbakwe het initiatief nam tot de verbetering van de infrastructuur en scholen van de stad. Sinds de stad echter onderdeel vormt van Abia heeft de corrupte overheid van de staat en de stad weinig meer gedaan voor de stad en is er veel geld weggevloeid in zakken van functionarissen, waardoor dit niet ten goede kon komen aan structurele verbeteringen. De wegen behoren er tot de slechtste van het land. Ook ligt er steeds meer vuilnis in de straten, ligt de werkloosheid er zeer hoog, verkeren ziekenhuizen en scholen in slechte staat, is de criminaliteit gestegen, zijn de wateren van de stad sterk vervuild en is het verkeer erg chaotisch en is mede hierdoor de sociale onvrede er gestegen.

## Religie
De belangrijkste religie in de stad (met name onder de Igbo) is het christendom, dat vanuit Aba door Britse missionarissen over het zuidoosten van Nigeria werd verspreid. Deze evangelisatie werd gecoördineerd door de Church Missionary Society (CMS), die uitging van de Anglicaanse Kerk en die de (Anglicaanse) Kerk van Nigeria opzette. In de jaren '20 verrezen de eerste kerken als de St. Michael's Cathedral Anglican Church en de St. James aan de rand van de stad (Asaweg). De CMS zette ook de meeste van de huidige basis- en middelbare scholen op in de stad. De tweede kerk die naar het gebied kwam was de katholieke, die verschillende kathedralen liet bouwen als de St. Joseph Cathedral, die een tijdlang de grootste kerk van de stad was en de bisschopszetel van de stad vormt. De katholieke kerk stichtte ook een aantal scholen in de stad. De derde christelijke stroming die naar de stad kwam was de Pinksterbeweging aan het begin van de jaren 80, die kerken als de The Assemblies of God Church en de Deeper Christian Life Ministry liet opzetten en veel aanhang onder de bevolking verwierf. In de stad bevindt zich ook de Aba Nigeria Temple, die momenteel de enige Nigeriaanse tempel vormt van de mormonen.
De islam is in de stad vertegenwoordigd door meerdere moskeeën, waarvan de Hospital Road Mosque de grootste is. Een hoofdimam bevindt zich in de Hausa-gemeenschap in het hart van de stad.

## Sport
Voetbalclub Enyimba FC (bijgenaamd de "volksolifant") komt uit Aba en is de laatste jaren verschillende malen landskampioen geweest.

## Geboren
- Michael Emenalo (1965), voetballer
- Philip Osondu (1971-2019), voetballer
- Henry Onwuzuruike (1979), voetballer
- Kalu Uche (1982), voetballer
- Viktor Ibekoyi (1986), voetballer
- Onyekachi Apam (1986), voetballer
- Sunday Mba (1988), voetballer
- Ejike Uzoenyi (1988), voetballer
- Kennedy Nwanganga (1990), voetballer
- Blessing Eleke (1996), voetballer